# Praha XVIII

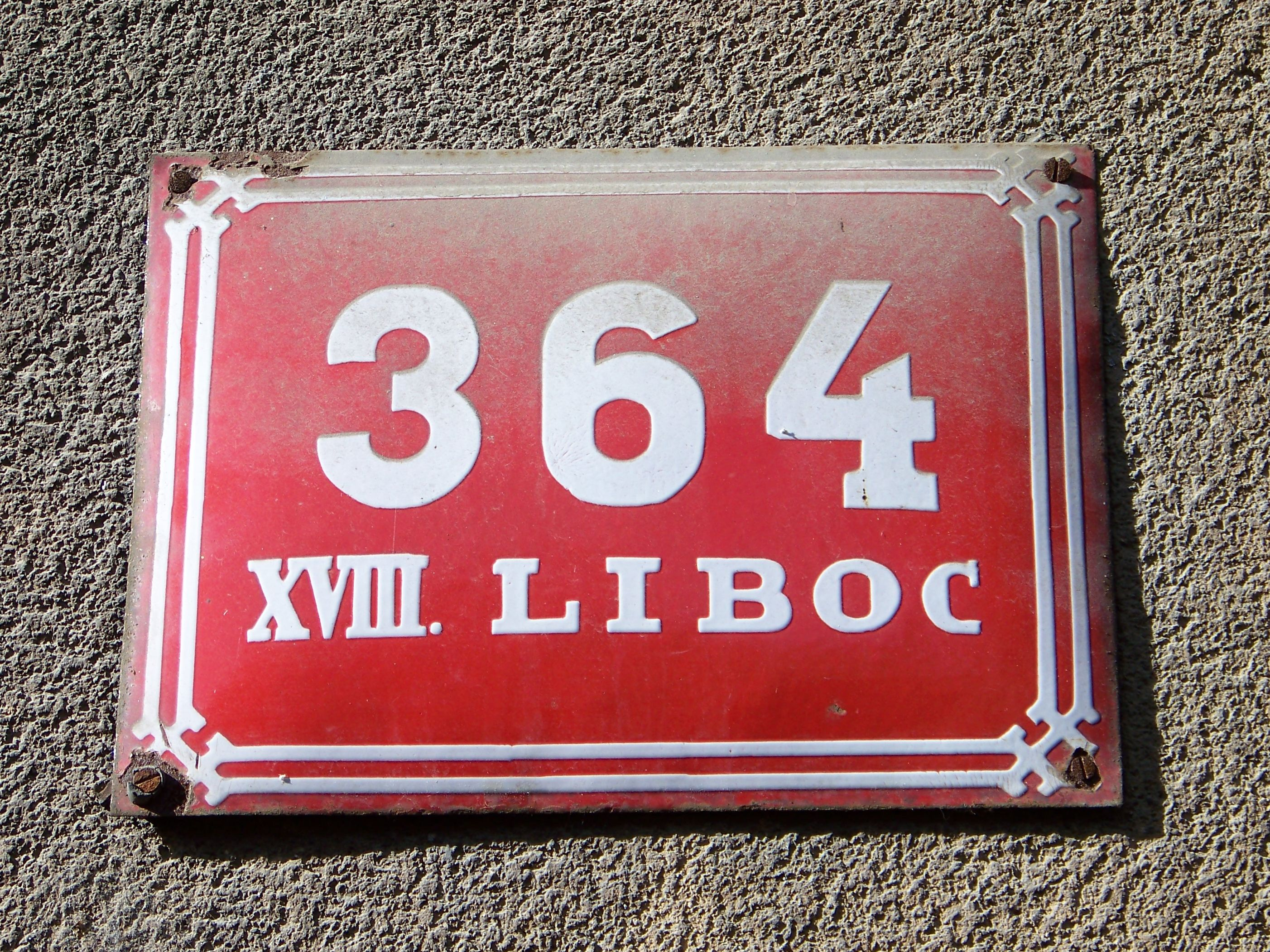
Popisné číslo v Liboci v ulici Za vokovickou vozovnou

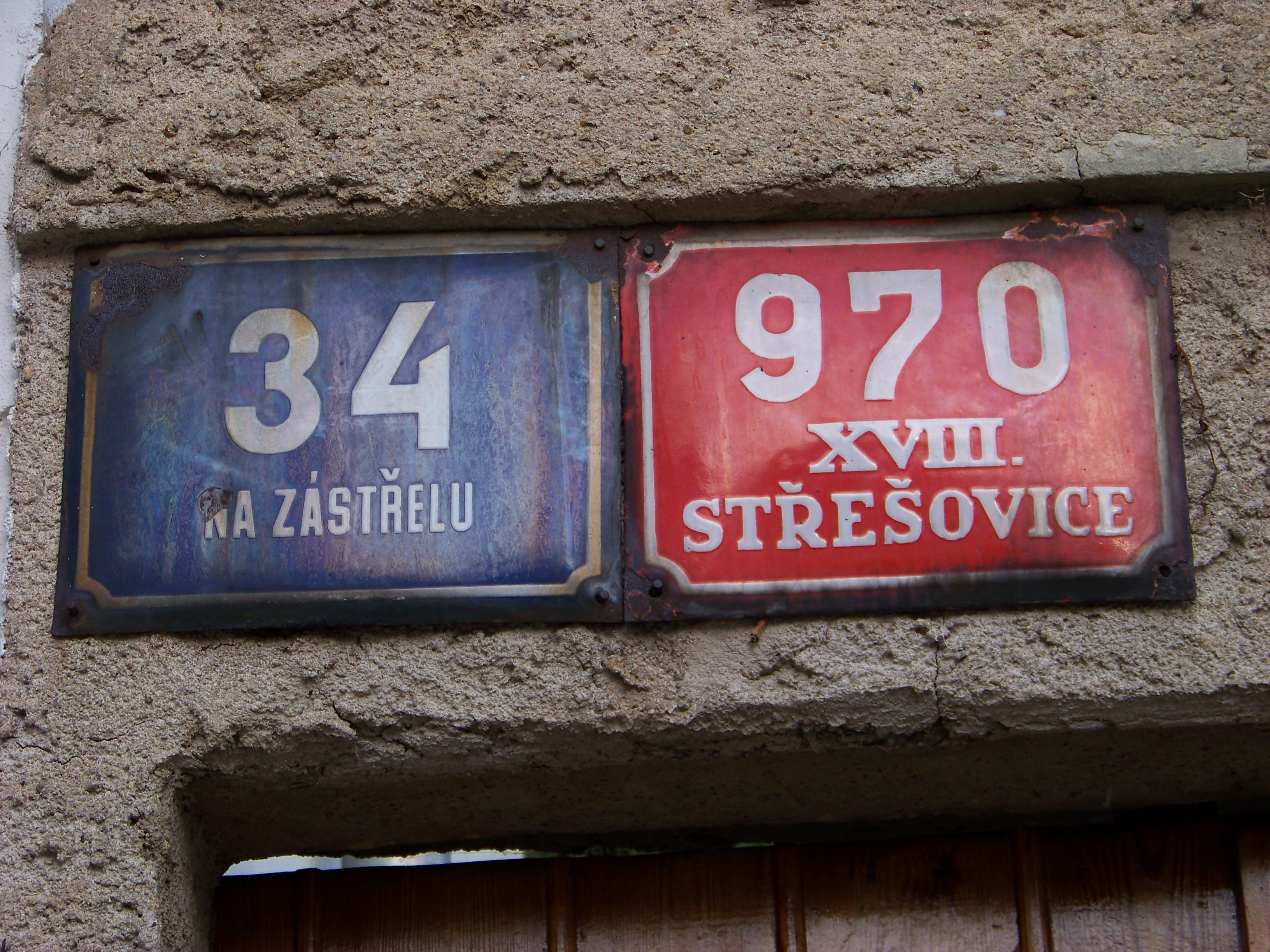
Označení domu ve Střešovicích v ulici Na zástřelu, která tvoří hranici s Břevnovem

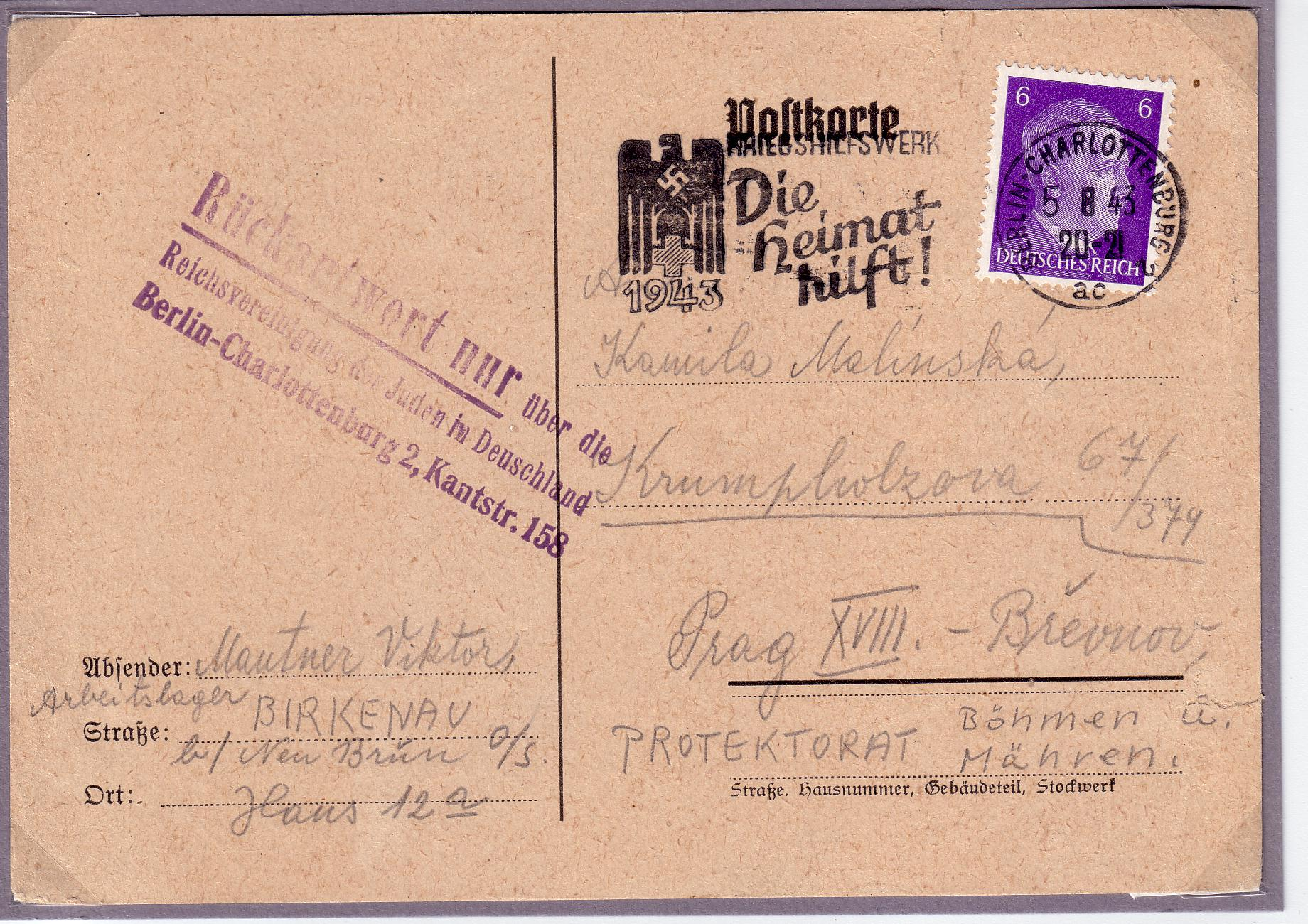
Pohlednice vězně koncentračního tábora Osvětim-Birkenau, adresovaná do Prahy XVIII-Břevnova

Praha XVIII bylo v letech 1923–1949 označení městského obvodu Velké Prahy, tvořeného územím bývalého města Břevnov (včetně Horní Liboce) a obcí Střešovice a Dolní Liboc, připojených k Praze 1. ledna 1922 na základě zákona č. 114/1920 Sb. z. a n. z dosavadního smíchovského okresu. Jako volební obvod byla Praha XVIII vymezená vládním nařízením č. 7/1923 Sb. s účinností ode dne vyhlášení 17. ledna 1923. Vládní nařízení 187/1947 Sb, účinné od 14. listopadu 1947, ponechalo rozsah obvodu stejný, určilo jej však i obvodem pro státní správu a název obvodu se rozšířil o název sídelní čtvrti obvodu, tedy na Praha XVIII – Břevnov. 
Obvod byl zrušen k 1. dubnu 1949, kdy byla Praha vládním nařízením č. 79/1949 Sb. rozčleněna novou správní reformou na 16 městských obvodů číslovaných arabskými číslicemi. Břevnov s částí Dolní Liboce a částí Střešovic utvořily nový obvod Praha 5, zbylé části Dolní Liboce a Střešovic byly připojeny k obvodu Praha 6. Od 11. dubna 1960 zákon č. 36/1960 Sb. vymezil v Praze 10 obvodů, přičemž Břevnov, Střešovice i Dolní Liboc připadly do obvodu Praha 6. Zákon č. 418/1990 Sb., o hlavním městě Praze, s účinností od 24. listopadu 1990 a poté znovu Statut hlavního města Prahy (vyhláška hl. m. Prahy č. 55/2000 Sb. HMP) s účinností od 1. července 2001 zařadily Břevnov, Střešovice a Liboc do městské části Praha 6 (pouze nepatrná část Břevnova spadala do městské části Praha 5). 